# Miguel Blesa
Miguel Blesa de la Parra (Linares, 8 de agosto de 1947-Villanueva del Rey, 19 de julio de 2017) fue un funcionario y financiero español, presidente del consejo de administración de Caja Madrid de 1996 a 2009. El 23 de febrero de 2017, fue condenado a seis años de prisión por un delito continuado de apropiación indebida entre 2003 y 2012, en el caso de las tarjetas black.
El 19 de julio de 2017 fue hallado muerto en la finca "Puerto del Toro", en la localidad de Villanueva del Rey, Córdoba, de un disparo en el pecho producido por una escopeta de caza. El 20 de julio, la autopsia confirmó la hipótesis principal del suicidio.

## Biografía
Se licenció en Derecho por la Universidad de Granada, siendo residente en el Colegio Mayor Loyola de la misma ciudad.
Comenzó trabajando en el Cuerpo de Inspectores de Hacienda, cargo para el que sacó la oposición junto con el después presidente del Gobierno, José María Aznar. En los siguientes años, ocupó también diversos cargos técnicos en la Administración Central: en 1979 la Secretaría del Gabinete Técnico del Ministerio de Hacienda, en 1981 jefe del Servicio de Tributos de las comunidades autónomas, y en 1983 fue nombrado subdirector general de Estudios y Coordinación del Ministerio de Economía.
Tras una década entre 1986 y 1996 ejerciendo la abogacía como especialista en Derecho Tributario, entró en 1996 en el consejo de administración de Caja Madrid, así como del de Antena 3 Televisión, presuntamente por su relación con José María Aznar. Posteriormente, en 1996, fue nombrado presidente del consejo de administración de Caja Madrid con el apoyo de los consejeros del Partido Popular, los de Izquierda Unida y el de Comisiones Obreras. Ocupó la presidencia del consejo de Caja Madrid hasta 2009, ejerciendo también la presidencia de la Corporación Financiera, de Altae Banco y de la Fundación Caja Madrid. También ocupó diversos cargos en varios Consejos de Administración, como Telemadrid, Grupo Dragados, Endesa, así como el de presidente de la Fundación General de la Universidad Complutense y miembro del patronato del Museo Thyssen.
Tras lo que se consideró una lucha política por el control de Caja Madrid, entre la presidenta de la Comunidad de Madrid, Esperanza Aguirre, y el alcalde de Madrid, Alberto Ruiz-Gallardón, que apoyaba su continuidad, fue finalmente sustituido como presidente de la caja por Rodrigo Rato en 2010, tras una intervención de Mariano Rajoy.

### Suicidio
Fue encontrado muerto en la finca "Puerto del Toro" en la localidad de Villanueva del Rey, Córdoba, el 19 de julio de 2017 con un disparo en el pecho. La hipótesis inicial de que su muerte fue causada por un accidente de caza quedó descartada, y finalmente la autopsia confirmó que se había suicidado.
Como sucedió también con el fallecimiento en otros casos de Gürtel, como Francisco Yáñez, María del Mar Rodríguez e Isidro Cuberos, los herederos de Miguel Blesa deben pagar las respectivas indemnizaciones a los perjudicados.

#### Funeral
Blesa fue incinerado el jueves 20 de julio de 2017. Al día siguiente fue enterrado y se celebró funeral en Linares, su ciudad natal.

## Investigaciones judiciales
En 2013 se inició una investigación judicial contra Blesa por posibles irregularidades durante su gestión en Caja Madrid, particularmente la concesión de créditos al Grupo Marsans, la compra del City National Bank of Florida en 2008 y la venta de acciones preferentes.
El juez que juzgó a Blesa, Elpidio Silva, fue declarado culpable de un delito de prevaricación, por el que se le condenó a 17 años de inhabilitación profesional. Además el Tribunal supremo consideró que en la privación de libertad de Blesa "se constata una intención de persecución al imputado, adoptando la privación de libertad sin justificación alguna",
En 2014 se abrió otra investigación por el posible uso, entre 2003 y 2012, de tarjetas de crédito empresariales opacas para gastos personales por parte de los consejeros y directivos de Caja Madrid, incluyendo a Blesa, que habría gastado 436 700 euros. En octubre de ese año, se le impuso una fianza de 16 000 000 de euros tras declarar ante el juez Andreu.
El 23 de febrero de 2017, fue condenado a seis años de prisión por su participación en este caso, al ser declarado culpable de un delito de apropiación indebida.

## Reconocimientos
- Medalla de Oro de la Real Academia de la Historia.[22]
- Premio al Mejor Presidente de Entidad Financiera 2005, concedido por la revista económica Banca 15.[23]